# Slovenië op de Europese kampioenschappen atletiek 2010
Slovenië werd vertegenwoordigd door 33 atleten op de Europese kampioenschappen atletiek 2010.

## Deelnemers
| Onderdeel            | Mannen                                                                    | Vrouwen                                                                    |
| -------------------- | ------------------------------------------------------------------------- | -------------------------------------------------------------------------- |
| 100m                 | Matic Osovnikar Gregor Kokalovič                                          | Tina Murn                                                                  |
| 200m                 | Jan Žumer Gregor Kokalovič Matic Osovnikar                                | Sabina Veit Tina Jureš                                                     |
| 400m                 | Sebastijan Jagarinec                                                      |                                                                            |
| Marathon             | Primož Kobe Anton Kosmač Robert Kotnik                                    | Daneja Grandovec                                                           |
| 100m horden          |                                                                           | Marina Tomič                                                               |
| Hoogspringen         | Rožle Prezelj                                                             |                                                                            |
| Polsstokhoogspringen | Jure Rovan                                                                | Tina Šutej                                                                 |
| Verspringen          |                                                                           | Nina Kolarič                                                               |
| Hink-stap-springen   |                                                                           | Snežana Rodič                                                              |
| Kogelstoten          | Miran Vodovnik                                                            |                                                                            |
| Speerwerpen          |                                                                           | Martina Ratej                                                              |
| 4 x 100 m            | Matic Osovnikar Gregor Kokalovič Jan Žumer Boštjan Fridrih Dejan Škoflek  | Sabina Veit Tina Murn Kristina Žumer Merlene Ottey Maja Mihalinec          |
| 4 x 400 m            | Sebastijan Jagarinec Marko Macuh Erik Vončina Jernej Jeras Uroš Jovanovič | Sabina Veit Anja Puc Daša Bajec Urška Klemen Liona Rebernik Maja Mihalinec |

## Resultaten

### 100m

#### Mannen
- Matic Osovnikar
  - Ronde 1: 10.36 (SB) (Q)
  - Halve finale: 18de in 10,51 (NQ)
- Gregor Kokalovič
  - Ronde 1: 10.68 (NQ)

#### Vrouwen
- Tina Murn
  - Reeksen: 11,70 (SB) (NQ)

### 100m horden vrouwen
- Marina Tomič
  - Reeksen: 18de in 13,28 (NQ)

### 200m

#### Mannen
- Jan Žumer
  - Reeksen: 25ste in 21,17 (NQ)
- Gregor Kokalovič
  - Reeksen: 27ste in 21,24 (NQ)
- Matic Osovnikar
  - Reeksen: 28ste in 21,36 (SB) (NQ)

#### Vrouwen
- Sabina Veit
  - Reeksen: 17de met 23,78 (NQ)
- Tina Jureš
  - Reeksen: 24ste met 24,41 (NQ)

### 400m mannen
- Sebastijan Jagarinec
  - Ronde 1: 46,75 (q)
  - Halve finale: 16de in 46,13 (PB) (NQ)

### 3000m steeple mannen
- Bostjan Buc
  - Reeksen: 10de met 8.31,08 (SB) (q)
  - Finale: 12de in 8.48,83

### 4x100m

#### Mannen
- Reeksen: gediskwalificeerd

#### Vrouwen
- Reeksen: 13de in 44,30 (NQ)

### 4x400m

#### Mannen
- Reeksen: 14de in 3.08.95 (NQ)

#### Vrouwen
- Reeksen: 14de in 3.41,72 (NQ)

### Verspringen vrouwen
- Nina Kolaric
  - Kwalificatie: 6,43m (NQ)

### Hoogspringen mannen
- Rožle Prezelj
  - Kwalificatie: 2,15m (NQ)

### Speerwerpen vrouwen
- Martina Ratej
  - Kwalificatie: 61,92m (Q)
  - Finale: 7de met 60,99m

### Hink-stap-springen vrouwen
- Snežana Rodič
  - Kwalificatie: 5de met 14,47m (PB) (Q)
  - Finale: 6de met 14,32m

### Kogelstoten mannen
- Miran Vodovnik
  - Kwalificatie: 21ste met 18,42m (NQ)

### Polstokspringen vrouwen
- Tina Šutej
  - Finale: 10de met 4,35m

### Marathon

#### Mannen
- Primož Kobe: 35ste in 2:31.47
- Anton Kosmač: 32ste in 2:29.56
- Robert Kotnik: 40ste in 2:40.57

#### Vrouwen
- Daneja Grandovec: 35ste in 3:07.51

Albanië · Andorra · Armenië · Azerbeidzjan · België · Bosnië en Herzegovina · Bulgarije · Cyprus · Denemarken · Duitsland · Estland · Finland · Frankrijk · Georgië · Gibraltar · Griekenland · Groot-Brittannië · Hongarije · Ierland · IJsland · Israël · Italië · Kroatië · Letland · Liechtenstein · Litouwen · Luxemburg · Macedonië · Malta · Moldavië · Monaco · Montenegro · Nederland · Noorwegen · Oekraïne · Oostenrijk · Polen · Portugal · Roemenië · Rusland · San Marino · Servië · Slovenië · Slowakije · Spanje · Tsjechië · Turkije · Wit-Rusland · Zweden · Zwitserland